# Breendonk (plaats)

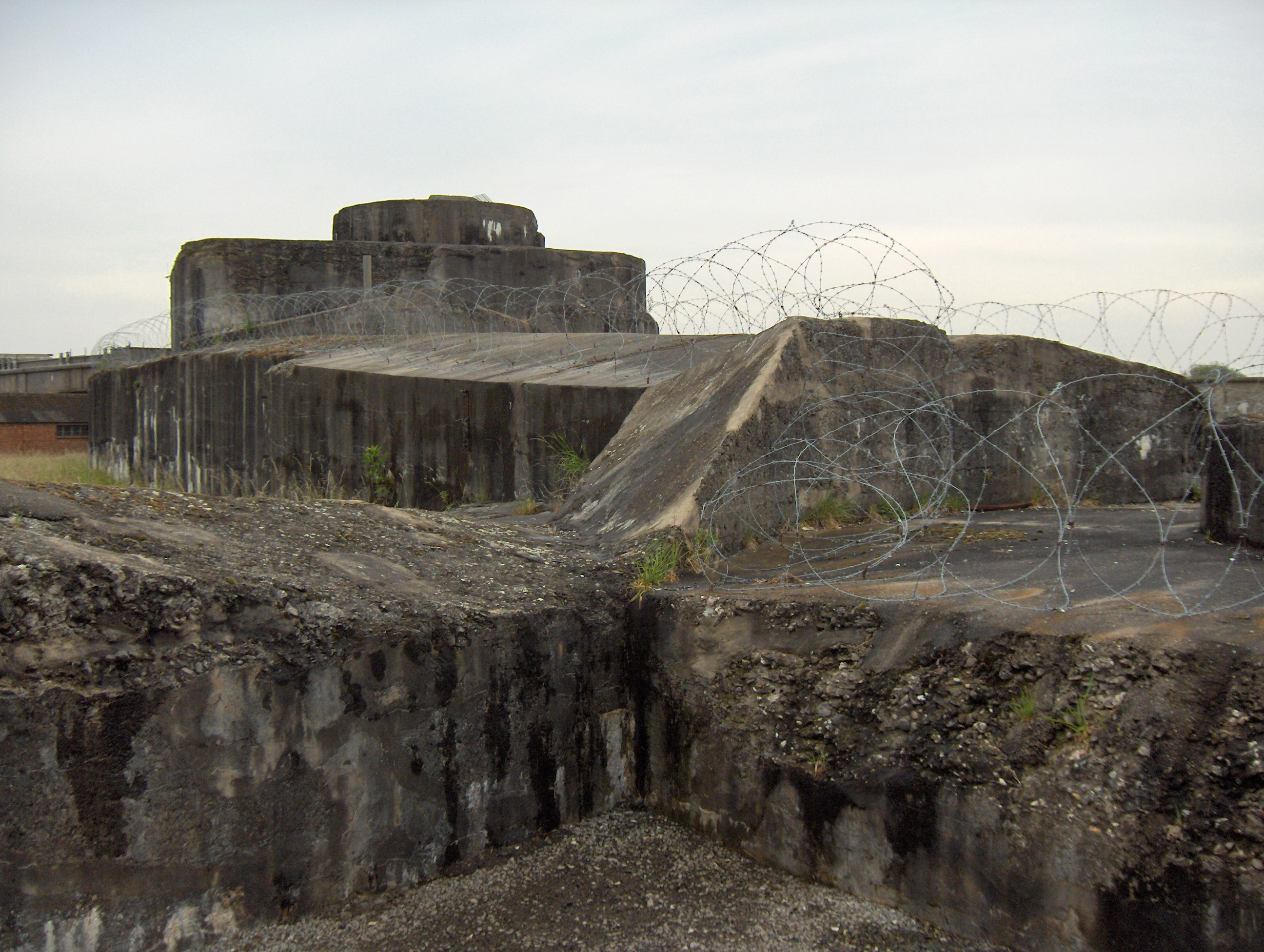
Bunkers rond het Fort van Breendonk

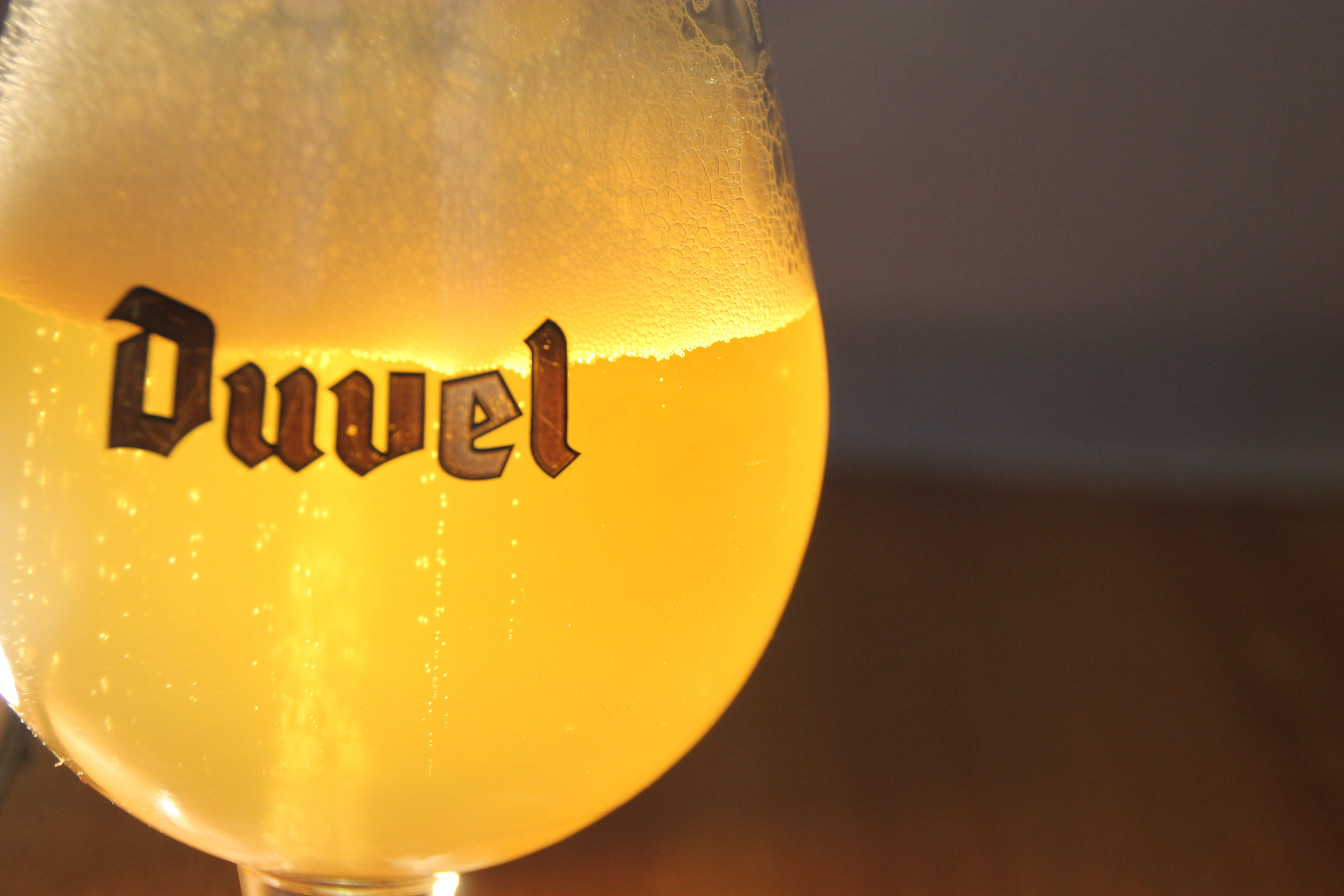
Duvel van brouwerij Moortgat

Breendonk is een dorp in de Belgische provincie Antwerpen en een deelgemeente van Puurs-Sint-Amands. Breendonk was een zelfstandige gemeente tot aan de gemeentelijke herindeling van 1977.

## Geschiedenis
Breendonk behoorde tot Puurs, tot het in 1836 werd afgesplitst als een zelfstandige gemeente. Bij de gemeentelijke herinrichting van 1977 werd het grondgebied van de gemeente Breendonk in twee gedeeld. Het gedeelte ten westen van de autoweg A12 werd als deelgemeente bij Puurs gevoegd en het gedeelte ten oosten van de A12 met het Fort van Breendonk werd bij Willebroek gevoegd. Hierdoor ligt het Fort van Breendonk niet meer op het grondgebied van de deelgemeente. Een van de voormalige burgemeesters is Albert Moortgat, stichter van de brouwerij Duvel Moortgat en in zijn tijd een zeer invloedrijke figuur in de streek.
Op 1 januari 2019 fuseerde de fusiegemeente Puurs met de fusiegemeente Sint-Amands, waardoor Breendonk deelgemeente werd van Puurs-Sint-Amands.

## Bezienswaardigheden
- Sint-Leonarduskerk
- Fort van Breendonk

## Geografie
Breendonk ligt aan de A12 op een hoogte van ongeveer 10 meter. Breendonk maakt deel uit van de regio Klein-Brabant.

### Aangrenzende (deel-)gemeenten
| Aangrenzende gemeenten | Aangrenzende gemeenten | Aangrenzende gemeenten | Aangrenzende gemeenten | Aangrenzende gemeenten       |
| ---------------------- | ---------------------- | ---------------------- | ---------------------- | ---------------------------- |
| Puurs, Liezele         |                        |                        |                        | Willebroek                   |
|                        |                        |                        |                        |                              |
| Lippelo                | Tisselt                |                        |                        |                              |
|                        |                        |                        |                        |                              |
| Londerzeel-Sint-Jozef  |                        |                        |                        | Ramsdonk, Kapelle-op-den-Bos |

## Demografische ontwikkeling
- Bronnen:NIS, Opm:1806 tot en met 1970=volkstellingen; 1976 = inwoneraantal op 31 december

## Politiek

### Geschiedenis
Breendonk (plaats) had een eigen gemeentebestuur en burgemeester tot de fusie van eind 1976.

#### Voormalig burgemeesters
| Tijdspanne | Tijdspanne  | Burgemeester                          |
| ---------- | ----------- | ------------------------------------- |
|            | 1851 - 1858 | Frans Tersago                         |
|            | 1858 - 1888 | Gaston de Buisseret (Kath. Partij)    |
|            | 1888 - 1921 | Robert de Buisseret (Kath.Partij)     |
|            | 1921 - 1944 | Albert Moortgat                       |
|            | 1944 - 1946 | Jozef Cools (waarnemend burgemeester) |
|            | 1946 - 1969 | Arthur Snackaert                      |
|            | 1969 - 1976 | Frans Goossens                        |

## Cultuur

### Bijnaam
De spotnaam voor de Breendonkenaren zijn de "Mëttes" (uitspraak meute)(betekenis: kalf).
Deze naam is ontstaan eind negentiende, begin twintigste eeuw. Breendonk telde toen opmerkelijk meer handelaars in kalveren dan de naburige dorpen. Voor veel van die mannen, in het dialect ook wel mëtteslèpers genoemd, was handel drijven een voltijds beroep. Deze kalverliefde heeft de Breendonkenaren niet alleen de bijnaam Mëttes opgeleverd maar ook een toepasselijke straatnaam: de Beenhouwerstraat.

### Evenementen
- Jaarlijks is er als afsluiting van de jaarmarktkermis op maandag, een "meutteworp", waarbij men snoepgoed naar beneden gooit voor de kinderen. Vroeger gebeurde dit aan het oude gemeentehuis en nu in de lagere school Klavertjevier. Dit alles is een realisatie van jaarmarktcomité MIBOBRE.

## Economie
Breendonk is de thuishaven van de Belgische Brouwerij Duvel Moortgat. Hier worden onder andere de bieren Duvel, Maredsous, Vedett en Bel Pils gebrouwen.

## Sport
- Golf Club Puurs beschikt over 9 holes.[1]
- Jaarlijks wordt in de maand mei de Great Breweries Marathon gehouden met start en finish in Breendonk en fietstocht Duvel on tour .
- https://www.bvkb.be/klimzaal/ Klimzaal KLIMAX is een van de grootste indoorkliminfrastructuren van Europa met een indoor klimzaal, semi-outdoor lead & speed klimzaal, boulderzaal en speedmuur

## Bekende inwoners
Bekende personen die geboren of woonachtig zijn of waren in Breendonk of een andere significante band met het dorp hebben:
- SS-Obersturmführer Johann Kantschuster
- Albert Moortgat, stichter van de brouwerij Duvel Moortgat
- SS-Untersturmführer Arthur Prauss
- SS-Sturmbannführer Philipp Schmitt, kampcommandant van het Fort van Breendonk
- SS-Sturmbannführer Karl Schönwetter, tweede kampcommandant van het Fort van Breendonk